# Beachhandball-Ozeanienmeisterschaften 2022
Die Beachhandball-Ozeanienmeisterschaften 2022, die kontinentalen Meisterschaften der Oceania Continent Handball Federation (OHF), waren die vierte Austragung des Wettbewerbs. Die Spiele wurden vom 21. bis 24. April in Coolangatta, Gold Coast, Australien, ausgetragen.

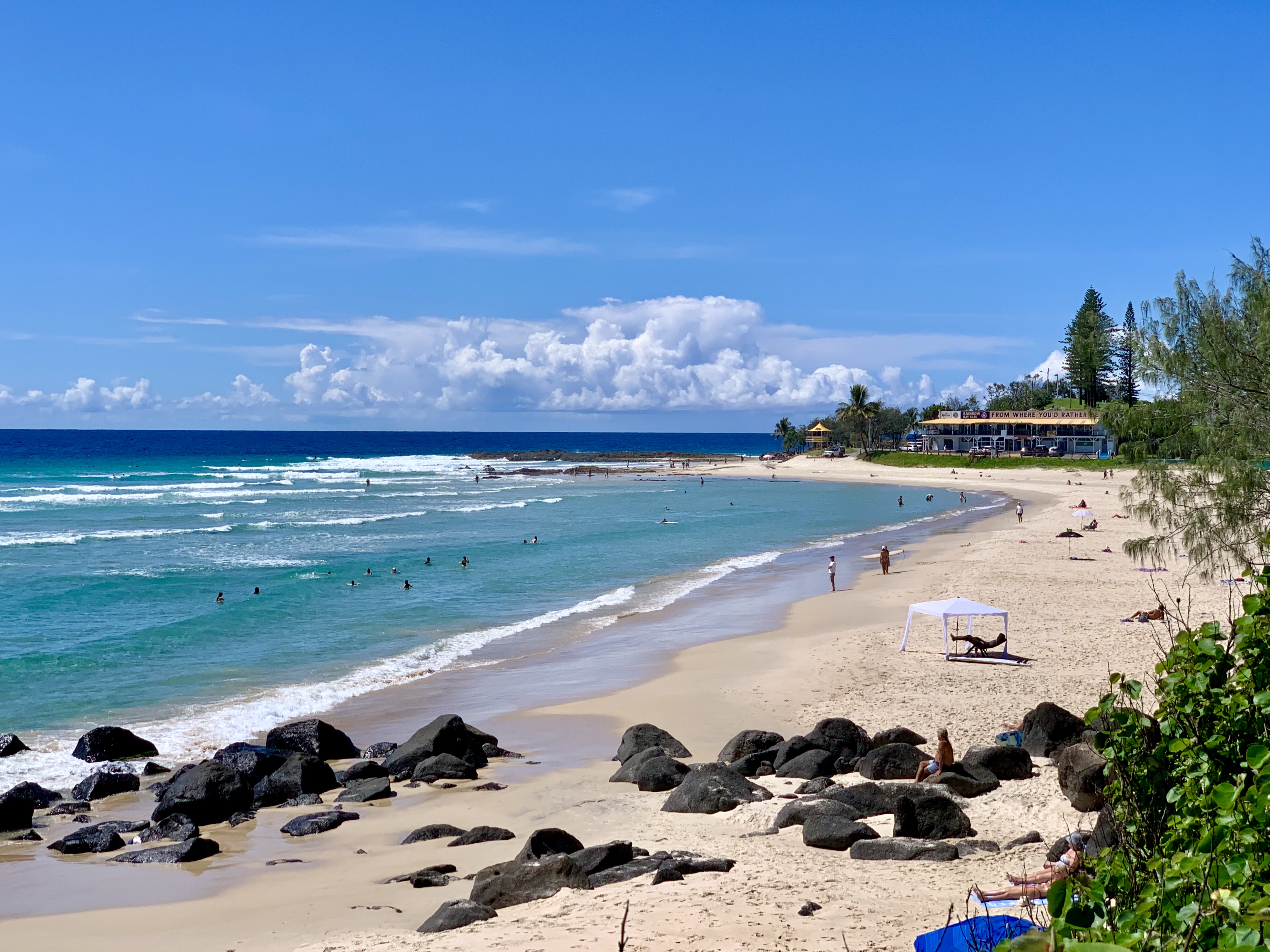
Greenmount Beach

Wie schon zuvor fanden die kontinentalen Titelkämpfe parallel zu den Australischen Meisterschaften im Beachhandball statt, das zweite Mal nach 2016 in Coolangatta. Es war die erste Austragung der Titelkämpfe seit 2019, da 2020 aufgrund der COVID-19-Pandemie der internationale Spielbetrieb zum Erliegen kam und das auch 2021 nachwirkte. Auch 2022 waren die Auswirkungen noch spürbar, abgesehen von den Gastgebern und den Neuseeländern nahmen aufgrund der noch immer zum Teil recht restriktiven Reisebestimmungen der kleinen Nationen Ozeaniens keine anderen Mannschaften teil, nachdem 2019 ein neuer Teilnahmerekord erreicht wurde. Bei den Frauen gewannen die Australierinnen ihren fünften Titel in Serie, bei den Männern konnten die Neuseeländer erstmals die Australier schlagen. Die Titelträger waren für die Weltmeisterschaften des Jahres sowie die World Games in Birmingham qualifiziert.
| Frauen Details | Coolangatta, Gold Coast, Australien | Australien | keine Playoffs | Neuseeland | aufgrund der Reiseprobleme in Folge der COVID-19-Pandemie nur zwei Teilnehmer | aufgrund der Reiseprobleme in Folge der COVID-19-Pandemie nur zwei Teilnehmer | aufgrund der Reiseprobleme in Folge der COVID-19-Pandemie nur zwei Teilnehmer |
| Männer Details | Coolangatta, Gold Coast, Australien | Neuseeland | kein Playoff   | Australien | aufgrund der Reiseprobleme in Folge der COVID-19-Pandemie nur zwei Teilnehmer | aufgrund der Reiseprobleme in Folge der COVID-19-Pandemie nur zwei Teilnehmer | aufgrund der Reiseprobleme in Folge der COVID-19-Pandemie nur zwei Teilnehmer |

## Platzierungen teilnehmenden Nationalmannschaften
| Nation         | Frauen | Männer |
| -------------- | ------ | ------ |
| Australien     | 01     | 02     |
| Neuseeland     | 02     | 01     |
| Teilnehmerzahl | 02     | 02     |

| Legende | Legende | Legende | Legende              |
| ------- | ------- | ------- | -------------------- |
| 1       | 2       | 3       | Podest-Platzierungen |